# 186.ª Brigada Mixta (Ejército Popular de la República)
La 186.ª Brigada Mixta, originalmente creada como la 13.ª Brigada asturiana, fue una de las Brigadas mixtas creadas por el Ejército Popular de la República para la defensa de la Segunda República Española.

## Historial
La unidad fue creada a mediados de marzo de 1937 a partir de las fuerzas republicanas que cubrían el sector de Pola de Gordón, quedando al mando del mayor de milicias Dositeo Rodríguez Vázquez. La 13.ª Brigada asturiana, que quedó integrada en la 6.ª División asturiana, pasó a cubrir el Puerto de Pajares.
El 6 de agosto la brigada fue reorganizada y renombrada como «186.ª Brigada Mixta», quedando asignada a la 58.ª División del XVI Cuerpo de Ejército; el mando recayó en el mayor de milicias José Recalde Vela. No llegó a intervenir en la batatalla de Santander. Con posterioridad, tras el comienzo de la ofensiva de Asturias, la 186.ª BM quedó agregada a la División «C», en Mieres; Recalde pasó a mandar la nueva división, cediendo el mando al mayor de milicias Benito Reola Hermosilla.
La 186.ª BM regresó a sus posiciones originales de los puertos de montaña, pasando a cubrir el Puerto de los Pinos, las Peñas de Robledo, el Collazo de Cubillas y el Alto de Castro. Para el 5 de octubre la unidad se había retirado a la línea defensiva formada por las posiciones de «La Cigacha», «Pico Férreo», «Cirvanal», «Negrón», «Las Rubias» y «Pajares»; los posteriores movimientos de las fuerzas franquistas mandadas por el general Antonio Aranda estuvieron a punto de envolverla, por lo que se vio obligada a retirarse hacia la ciudad portuaria de Gijón, donde se autodisolvió.

## Mandos
- Mayor de milicias Dositeo Rodríguez Vázquez;
- Mayor de milicias José Recalde Vela;[2]
- Mayor de milicias Benito Reola Hermosilla;[3]